# 比婆山站
比婆山站（日语：／ Hibayama eki */?）是位於廣島縣庄原市西城町大屋，西日本旅客鐵道（JR西日本）的藝備線車站。
此站至三次站之間由廣島分社三次鐵道部管轄。鄰站備後落合站以東區間由岡山分社直轄。兩分社的邊界在備後落合站的上行場內信號機內。

## 歷史
- 1935年（昭和10年）12月20日 - 國有鐵道庄原線 備後落合站至備後西城站之間開通，此站啟用。當時此站名為備後熊野站（日语：／）。
  - 當時車站地址為廣島縣比婆郡美古登村（日语：美古登村）大屋。
- 1936年（昭和11年）10月10日 - 庄原線編入至三神線，備中神代站至備後十日市站（現時：三次站）之間為三神線。此站成為三神線車站。
- 1937年（昭和12年）7月1日 - 隨著藝備鐵道（日语：芸備鉄道）國有化，備中神代站至廣島站之間成為藝備線。此站成為藝備線車站。
- 1942年（昭和17年）2月11日 - 隨著西城町（日语：西城町）（第二次）成立，車站地址變為廣島縣比婆郡西城町大屋。
- 1954年（昭和29年）3月31日 - 隨著西城町（第三次）成立，車站地址變為廣島縣比婆郡西城町大屋。
- 1956年（昭和31年）12月20日 - 車站改名為比婆山站。
- 1972年（昭和47年）9月1日 - 結束貨物起卸業務，成為無人車站[1]。
- 1987年（昭和62年）4月1日 - 伴隨國鐵分割民營化，車站由西日本旅客鐵道（JR西日本）營運。
- 2005年（平成17年）3月31日 - 隨著庄原市（第二次）成立，車站地址變為廣島縣庄原市西城町大屋。
- 2008年（平成20年）3月31日 - 當日起中止車票委託販賣。

## 車站構造

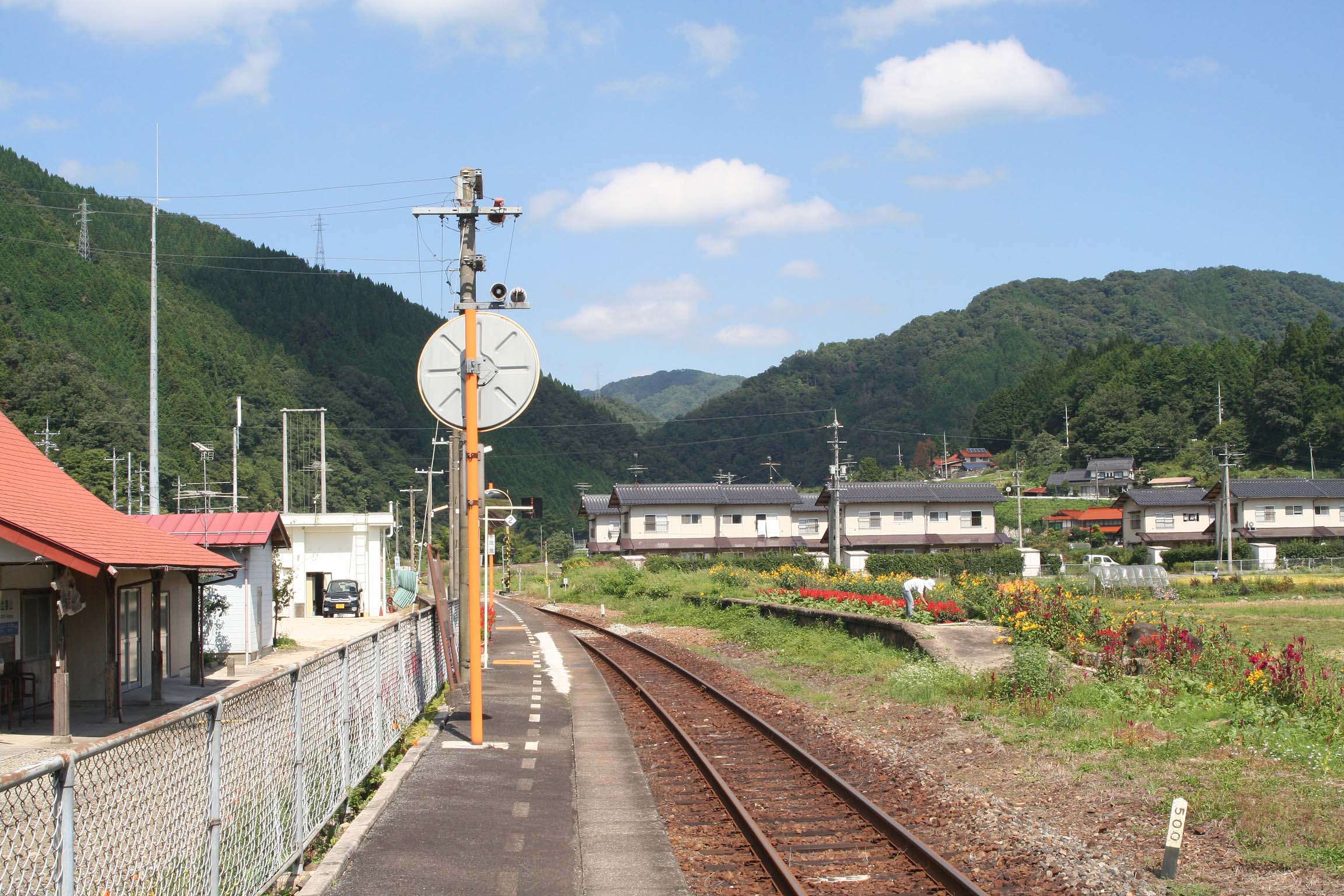
站內（2007年9月26日）

車站是一座地面車站，設有1面1線的單式月台，三次方向的列車會開啟右邊車門。在國鐵時代，此站曾經設有列車交會設施，現時可在車站內看到已廢止的月台遺跡。
此站是由三次鐵道部管理的無人車站。此站設有車站大樓。曾經在站前的商店設有發售車票，後來在2008年（平成20年）春天起中止委託發售車票。此站設有簡單廁所。

## 使用狀況
以下為近年1日平均乘車人次列表。
| 年度               | 1日平均 乘車人次 | 參考資料    |
| ------------------ | ---------------- | ----------- |
| 1981年（昭和56年） | 7                |             |
|                    |                  |             |
| 2002年（平成14年） | 14               | [ 2 ]       |
| 2003年（平成15年） |                  |             |
| 2004年（平成16年） |                  |             |
| 2005年（平成17年） |                  |             |
| 2006年（平成18年） |                  |             |
| 2007年（平成19年） |                  |             |
| 2008年（平成20年） |                  |             |
| 2009年（平成21年） |                  |             |
| 2010年（平成22年） |                  |             |
| 2011年（平成23年） | 1                | [ 3 ]       |
| 2012年（平成24年） | 2                | [ 3 ]       |
| 2013年（平成25年） | 2                | [ 3 ]       |
| 2014年（平成26年） | 1                | [ 3 ] [ 4 ] |
| 2015年（平成27年） | 2                | [ 3 ]       |
| 2016年（平成28年） | 3                | [ 3 ]       |
| 2017年（平成29年） | 3                | [ 3 ]       |
| 2018年（平成30年） | 3                |             |

## 車站周邊
- 國道183號（日语：国道183号）
- 備北地區消防組合（日语：備北地区消防組合）西城出張所
- 美古登郵局
- 庄原市立美古登小學

## 其他
- 此站與鄰站備後落合站之間距離為5.6km，但是由於慢駛路段較多，因此該區間行車時間為16分鐘。在平成13年10月修正後，行車時間仍需要8分鐘。

## 相鄰車站
西日本旅客鐵道（JR西日本）
 藝備線
備後落合－比婆山－備後西城

## 注腳
1. ↑  中國新聞　1972年9月1日付
2. ↑  「飲食・小売の出店を科学する出店戦略情報局」之存檔數據
3. 1 2 3 4 5 6 7  國土數値情報 不同站的上下車人次數據
4. ↑   (PDF). 庄原市. 2016年3月  [2017-09-06]. （原始内容存档 (PDF)于2017-09-06） （日语）.

## 外部連結
- 比婆山｜車站資訊：JR出門網 - 西日本旅客鐵道（日語）